# 愛という名の勇気
「愛という名の勇気」（あいというなのゆうき）は、1993年1月21日にリリースされた益田（岩崎）宏美の48枚目のシングル。

## 解説
- 1986年の「夜のてのひら」以来となる日本テレビ系『火曜サスペンス劇場』の主題歌（自身6作目、“益田宏美”名義では唯一）[1]。

## 収録曲
- 両楽曲共に、作詞：大津あきら／編曲：萩田光雄

1. 愛という名の勇気
作曲：安部恭弘
2. 未来への伝言
作曲：玉置浩二
3. 愛という名の勇気（オリジナル・カラオケ）
4. 未来への伝言（オリジナル・カラオケ）